# Crioprosopus
Crioprosopus is een kevergeslacht uit de familie van de boktorren (Cerambycidae). De wetenschappelijke naam van het geslacht werd voor het eerst geldig gepubliceerd in 1834 door Audinet-Serville.

## Soorten
Crioprosopus omvat de volgende soorten:
- Crioprosopus amoenus Jordan, 1895
- Crioprosopus cacicus Bates, 1885
- Crioprosopus divisus Bates, 1885
- Crioprosopus gaumeri Bates, 1892
- Crioprosopus lateralis LeConte, 1884
- Crioprosopus magnificus (LeConte, 1875)
- Crioprosopus nieti Chevrolat, 1857
- Crioprosopus nigricollis Bates, 1892
- Crioprosopus saundersii White, 1853
- Crioprosopus servillei Audinet-Serville, 1834
- Crioprosopus viridipennis (Latreille, 1811)